# Schildschwänze
Die Schildschwänze (Uropeltidae) sind eine Schlangenfamilie die auf Sri Lanka, dem Indischen Subkontinent und in Südostasien vorkommt.

## Merkmale
Schildschwänze sind kleine unterirdisch lebende Tiere, die nur etwa einen halben Meter lang werden. Zahlreiche Arten sind sehr farbig und schillern metallisch. Der durch besondere Kopfgelenke ungewöhnlich bewegliche Kopf ist, in Anpassung an die grabende Lebensweise, keilförmig zugespitzt, das Maul ist unterständig. Der Schädel ist ungewöhnlich stabil. Die Augen sind bei allen Arten, mit Ausnahme der zwei Platyplectrurus-Arten, reduziert und von Schuppen überzogen. Der Körper ist im Querschnitt rund und mit relativ großen Schuppen bedeckt. Die Bauchschienen sind klein. Der Schwanz ist kurz und endet stumpf. Oft erscheint er wie schräg von oben abgeschnitten. Das Schwanzende wird von einer großen glatten, oder mit einer oder drei Spitzen versehenen Schuppe, oder von mehreren bedornten oder gekielten Schuppen verstärkt. Der Schwanz dient beim Graben im Erdreich offenbar als Widerlager. Als urtümliche Schlangenfamilie besitzen die Schildschwänze noch Rudimente des Beckengürtels, jedoch keine Aftersporne. Auch die linke Lunge fehlt.
Schildschwänze ernähren sich vor allem von Regenwürmern, erbeuten jedoch auch kleine, bodenbewohnende Echsen (Skinke). Sie sind ovovivipar, bringen also lebende Junge zur Welt, die bei der Geburt schon recht groß sind. Pro Wurf werden zwei bis zehn Jungschlangen geboren.

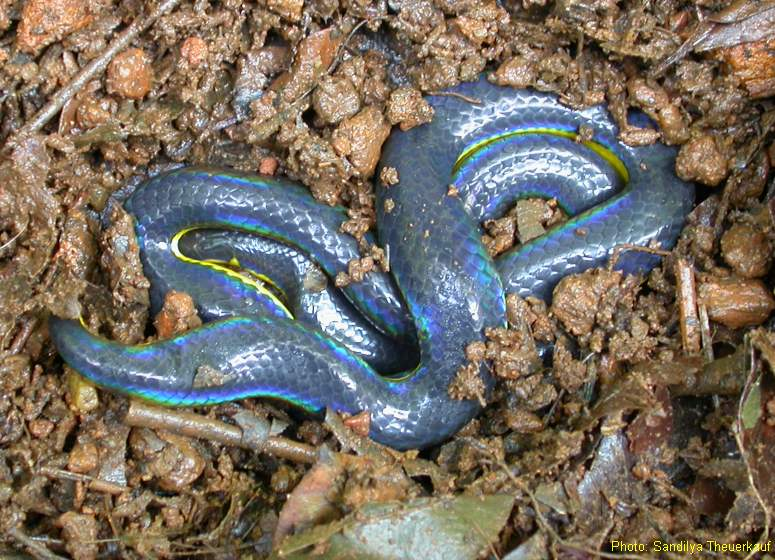
Melanophidium bilineatum

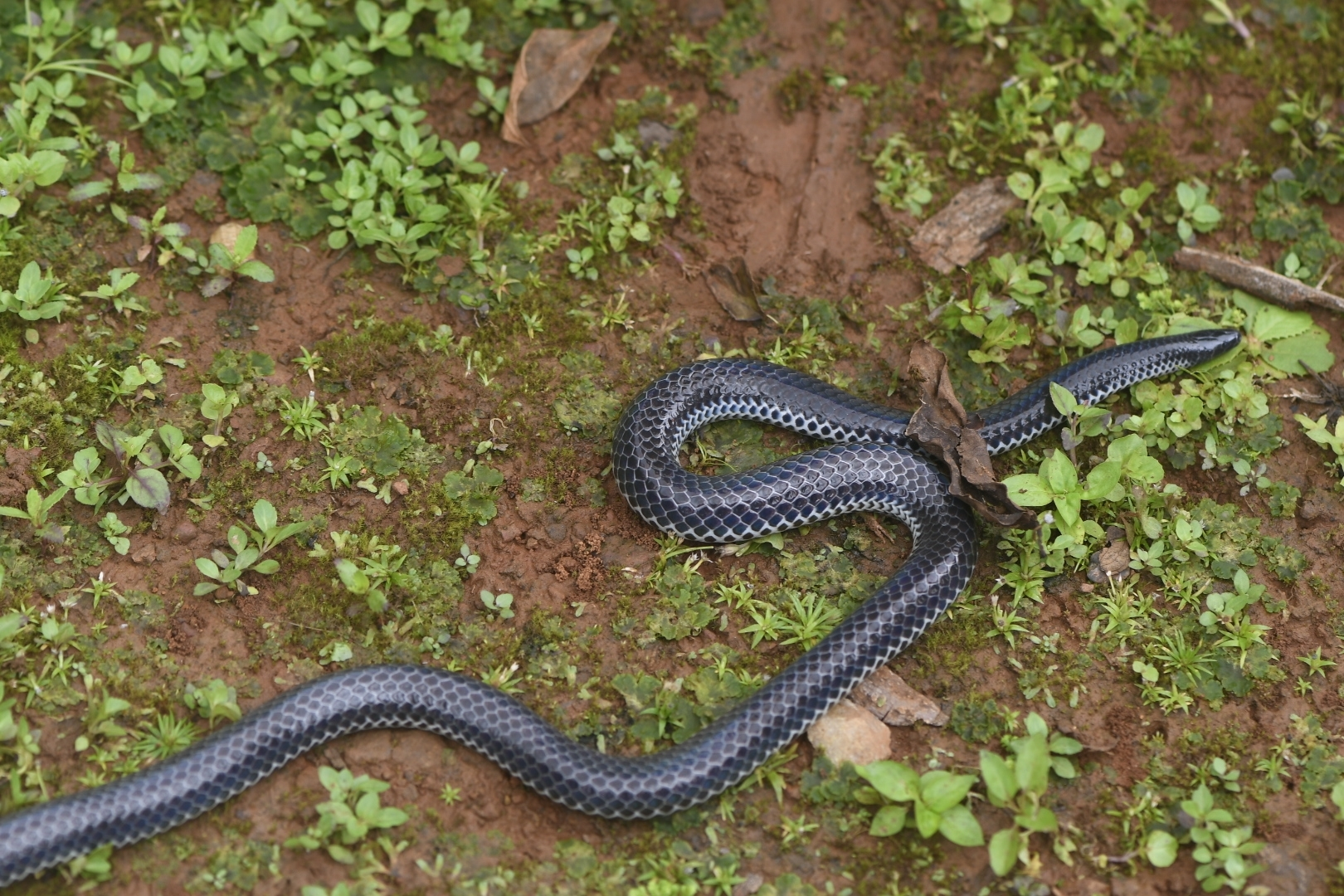
Melanophidium khairei

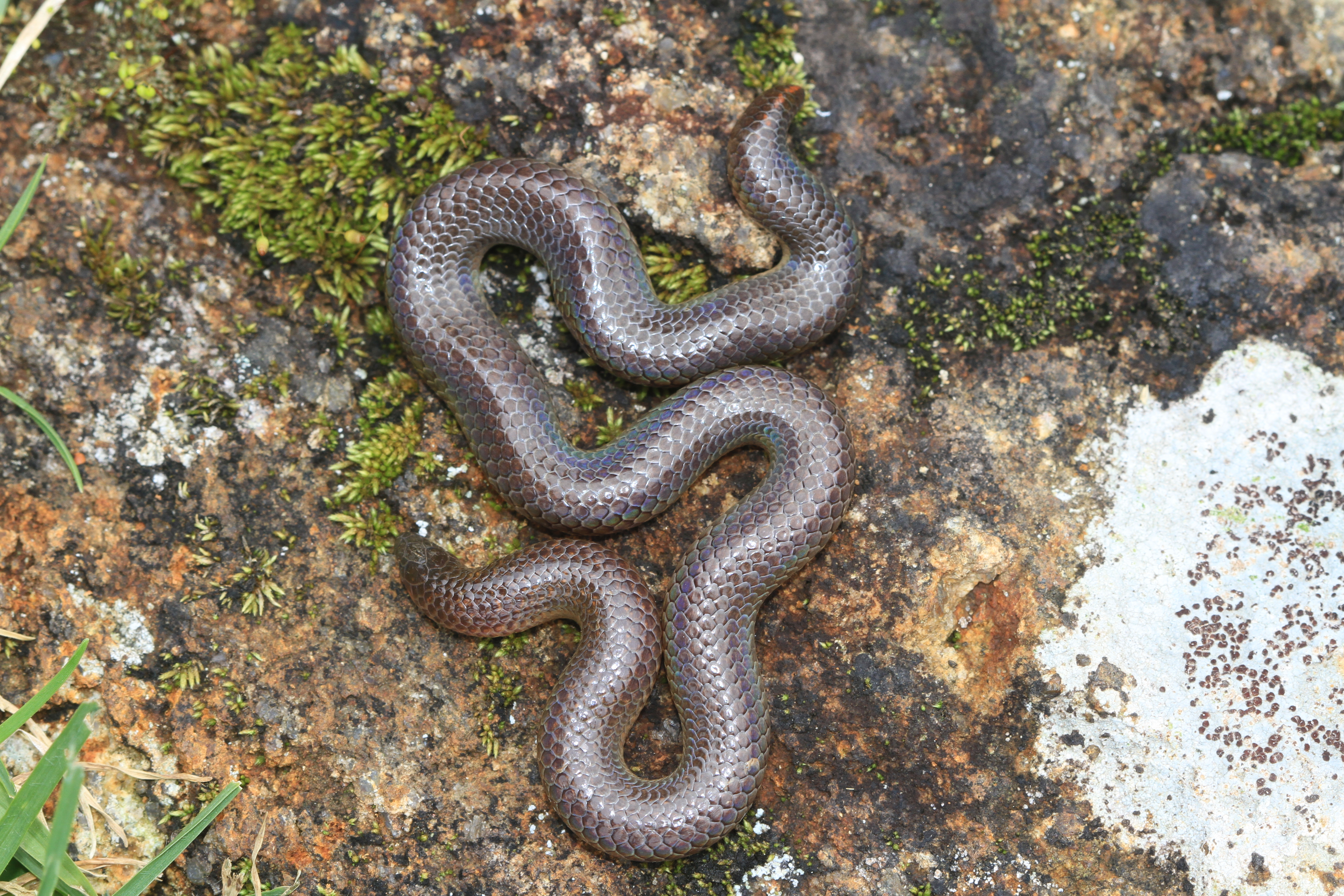
Plectrurus perroteti

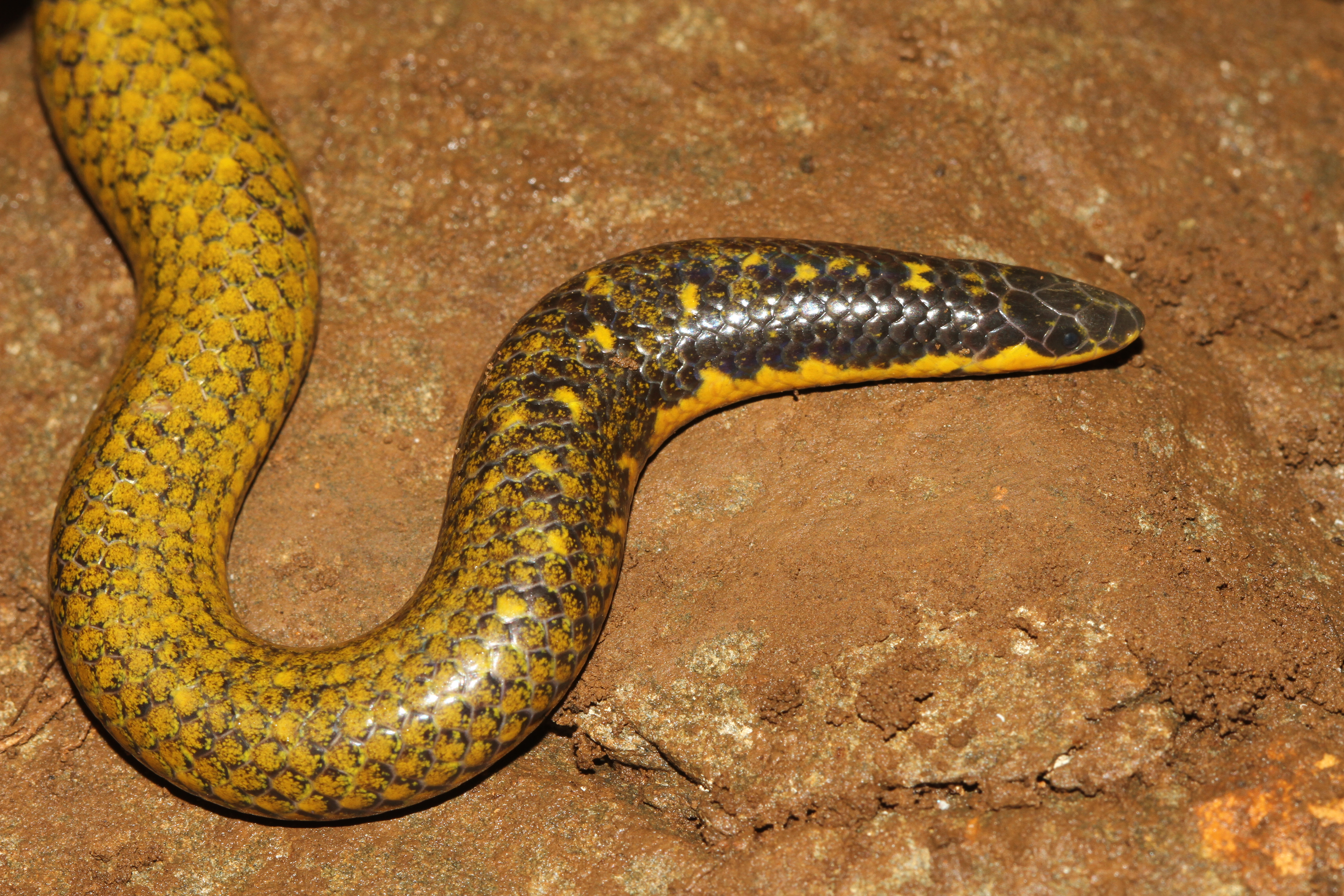
Pseudoplectururus canaricus

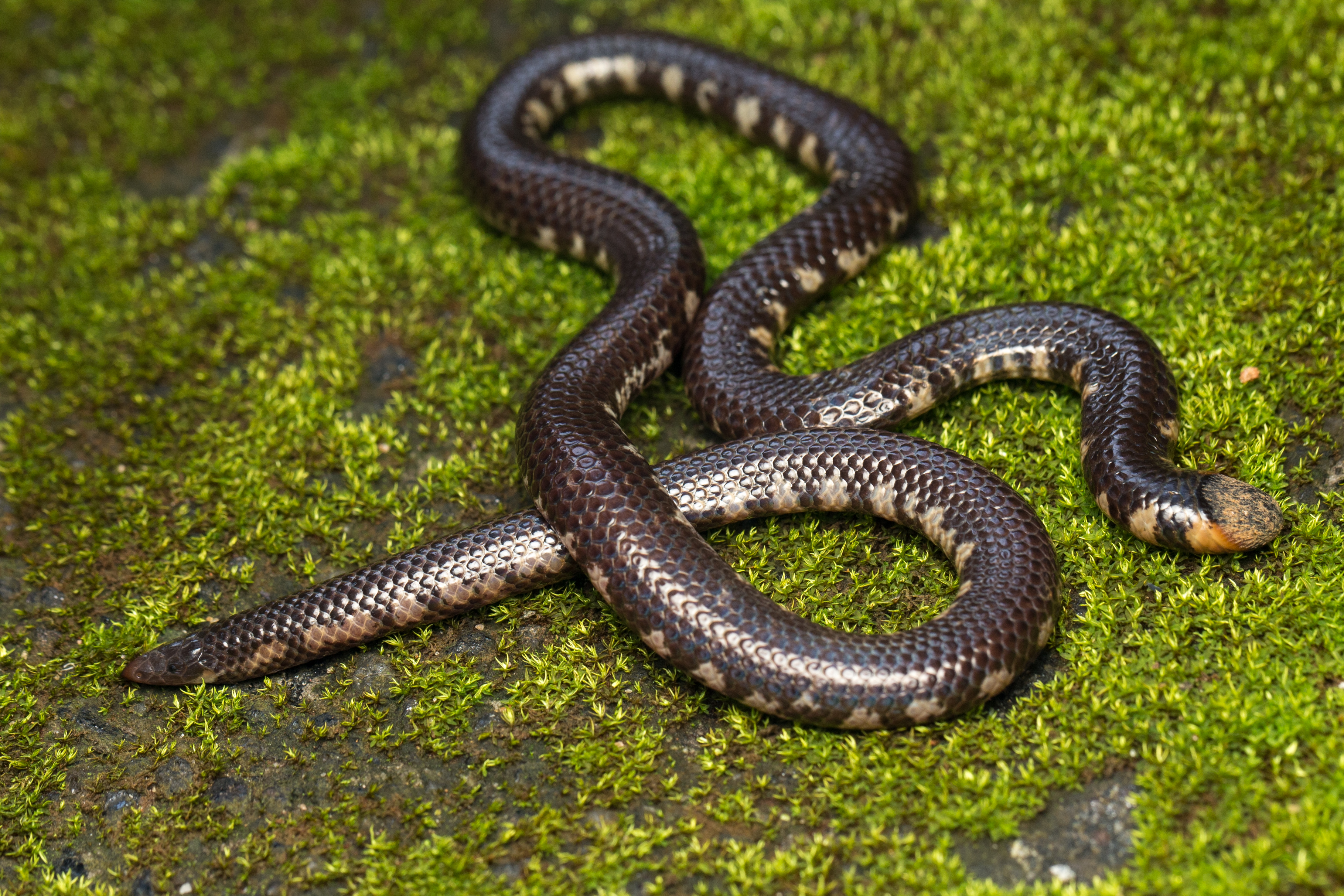
Rhinophis melanoleucus

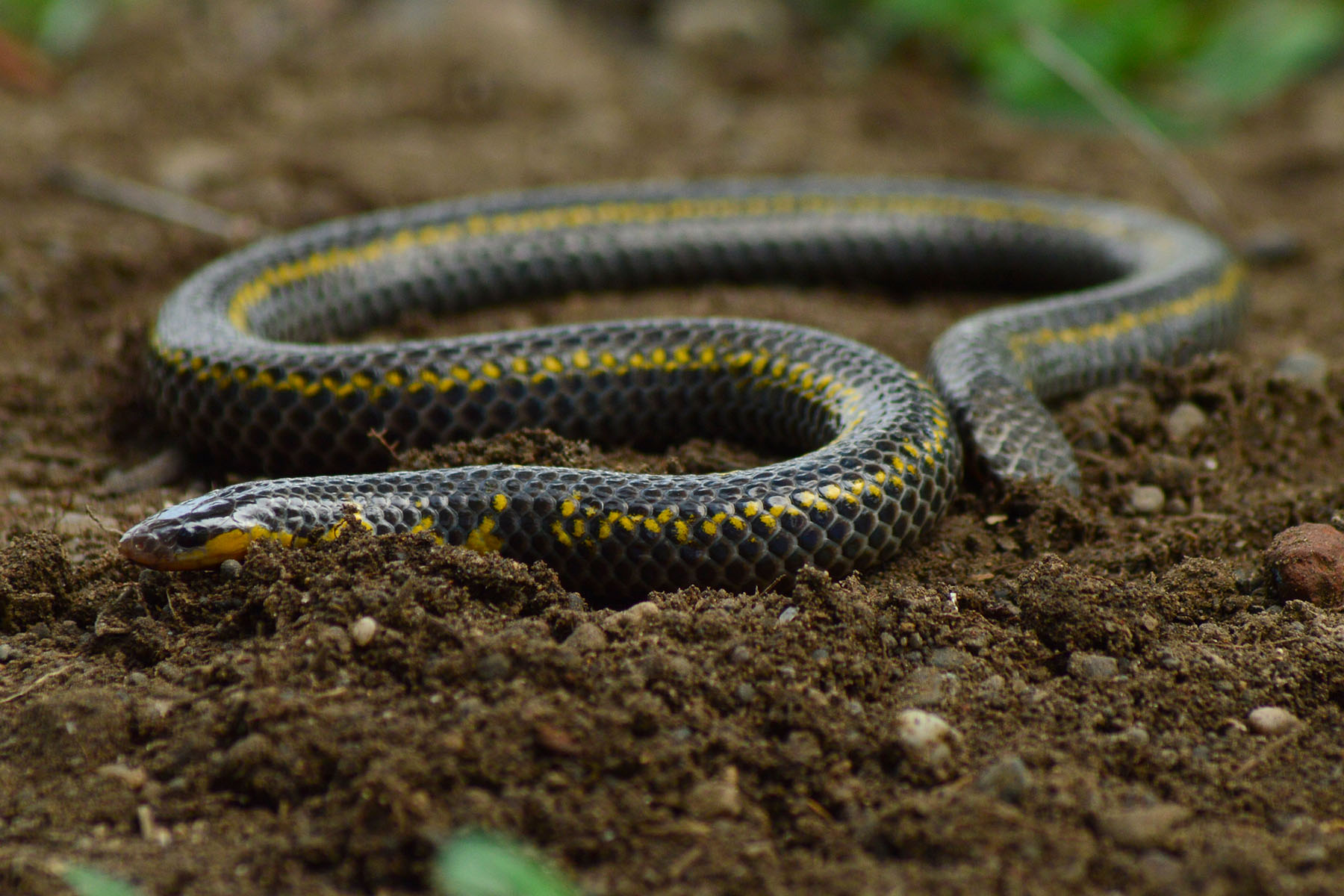
Uropeltis bicatenata

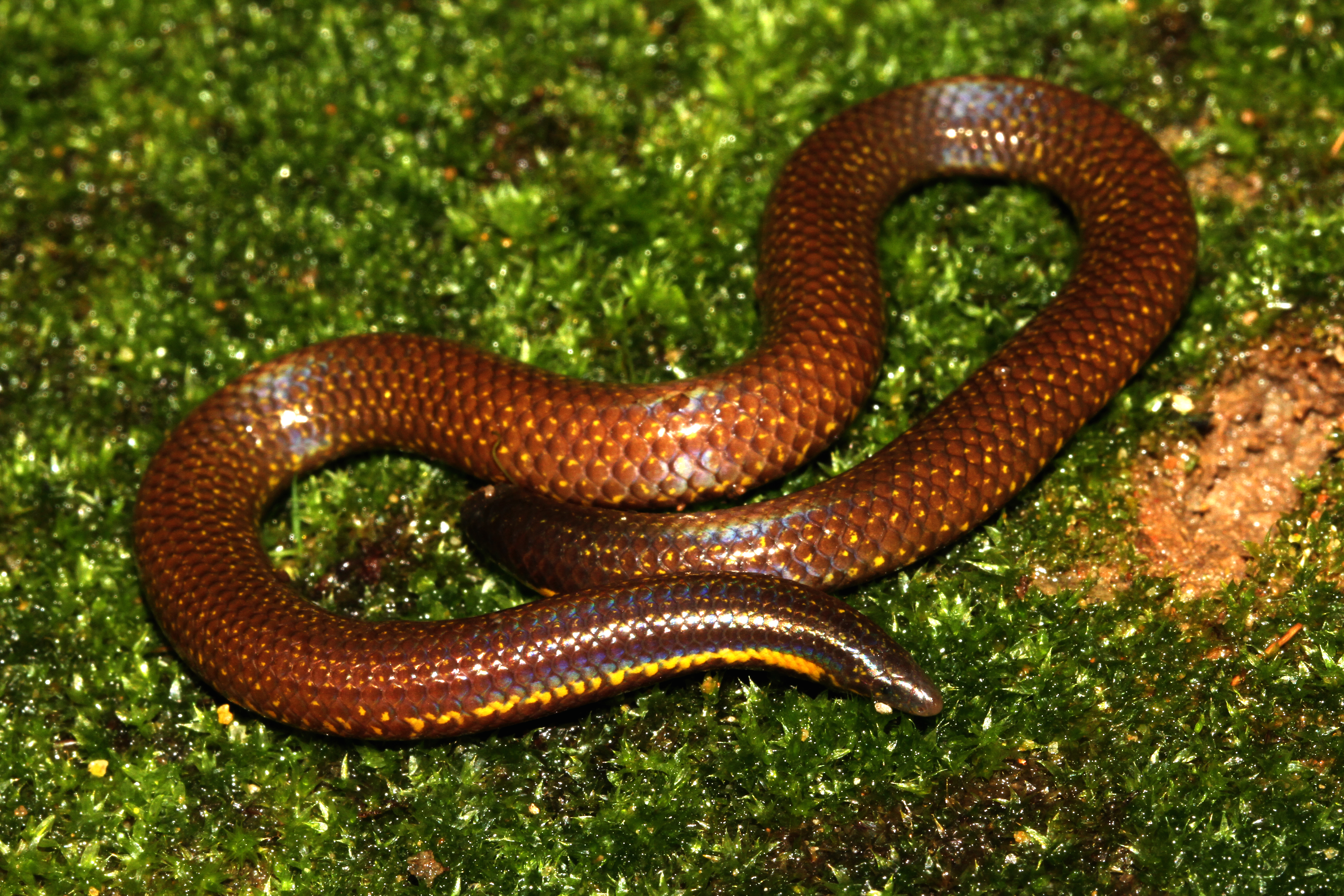
Uropeltis ellioti

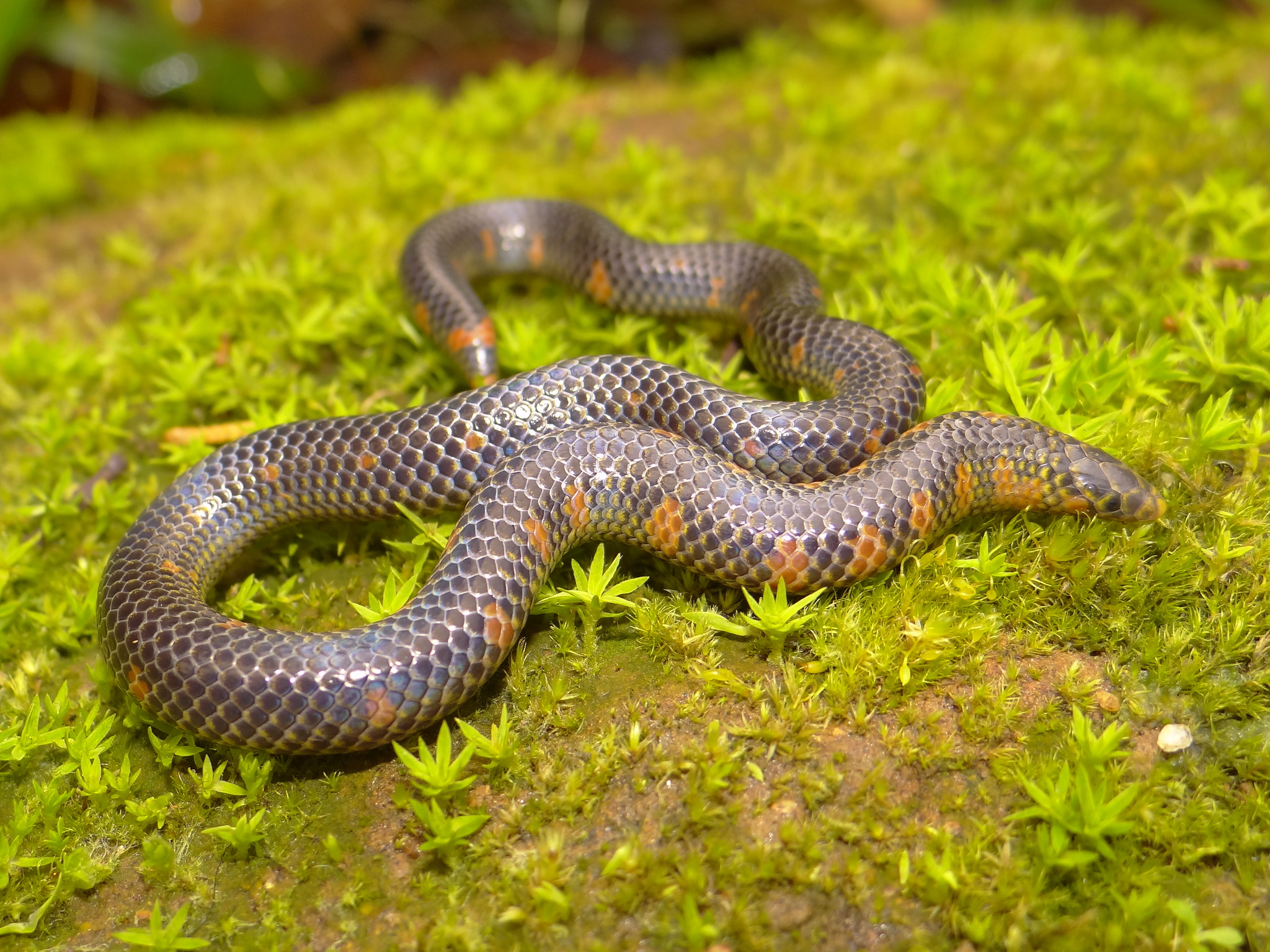
Uropeltis maculata

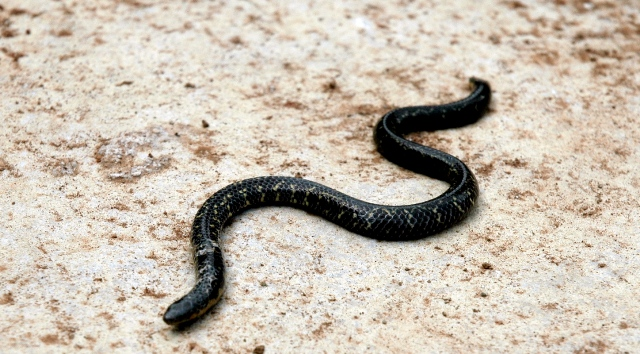
Uropeltis phipsonii

## Innere Systematik
Zur Familie Uropeltidae gehören 64 Arten:
Stand: 26. Dezember 2022
- Gattung Melanophidium Günther, 1864
  - Melanophidium bilineatum Beddome, 1870
  - Melanophidium khairei Gower, Giri, Captain & Wilkinson, 2016
  - Melanophidium punctatum Beddome, 1871
  - Melanophidium wynaudense (Beddome, 1863)
- Gattung Platyplectrurus Günther, 1868
  - Platyplectrurus madurensis Beddome, 1877
  - Platyplectrurus trilineatus (Beddome, 1867)
- Gattung Plectrurus Duméril, 1851
  - Plectrurus aureus Beddome, 1880
  - Plectrurus guentheri Beddome, 1863
  - Plectrurus perroteti Duméril, Bibron & Duméril, 1854
- Gattung Pseudoplectrurus Boulenger, 1851
  - Pseudoplectrurus canaricus (Beddome, 1870)
- Gattung Rhinophis Hemprich, 1820
  - Rhinophis blythii Kelaart, 1853
  - Rhinophis dorsimaculatus Deraniyagala, 1941
  - Rhinophis drummondhayi Wall, 1921
  - Rhinophis erangaviraji Wickramasinghe, Vidanapathirana, Wickramasinghe & Ranwella, 2009
  - Rhinophis fergusonianus Boulenger, 1896
  - Rhinophis goweri Aengals & Ganesh, 2013
  - Rhinophis gunasekarai Wickramasinghe, Vidanapathirana, Wickramasinghe & Gower, 2020
  - Rhinophis homolepis Hemprich, 1820
  - Rhinophis karinthandani Sampaio, Narayanan, Cyriac, Venu & Gower, 2020
  - Rhinophis lineatus Gower & Maduwage, 2011
  - Rhinophis melanogaster (Gray, 1858)
  - Rhinophis melanoleucus Cyriac, Narayanan, Sampaio, Umesh & Gower, 2020
  - Rhinophis mendisi Gower, 2020
  - Rhinophis oxyrhynchus (Schneider, 1801)
  - Rhinophis philippinus (Cuvier, 1829)
  - Rhinophis phillipsi (Nicholls, 1929)
  - Rhinophis porrectus Wall, 1921
  - Rhinophis punctatus Müller, 1832
  - Rhinophis roshanpererai Wickramasinghe, Vidanapathirana, Rajeev, Gower, 2017
  - Rhinophis saffragamus (Kelaart, 1853)
  - Rhinophis sanguineus Beddome, 1863
  - Rhinophis travancoricus Boulenger, 1892
  - Rhinophis tricoloratus Deraniyagala, 1975
  - Rhinophis zigzag Gower & Maduwage, 2011
- Gattung Teretrurus Beddome, 1886
  - Teretrurus hewstoni (Beddome, 1876)
  - Teretrurus rhodogaster (Wall, 1921)
  - Teretrurus sanguineus (Beddome, 1867)
  - Teretrurus travancoricus Beddome, 1886
- Gattung Uropeltis Cuvier, 1829
  - Uropeltis arcticeps (Günther, 1875)
  - Uropeltis beddomii (Günther, 1862)
  - Uropeltis bhupathyi Jins, Sampaio & Gower, 2018
  - Uropeltis bicatenata Günther, 1864
  - Uropeltis broughami (Beddome, 1878)
  - Uropeltis ceylanica Cuvier, 1829
  - Uropeltis dindigalensis (Beddome, 1877)
  - Uropeltis ellioti (Gray, 1858)
  - Uropeltis grandis (Beddome, 1867)
  - Uropeltis jerdoni Ganesh, Punith, Adhikari & Achyuthan, 2021
  - Uropeltis liura (Günther, 1875)
  - Uropeltis macrolepis (Peters, 1862)
  - Uropeltis macrorhyncha (Beddome, 1877)
  - Uropeltis maculata (Beddome, 1878)
  - Uropeltis madurensis (Beddome, 1878)
  - Uropeltis myhendrae (Beddome, 1886)
  - Uropeltis nitida (Beddome, 1878)
  - Uropeltis ocellata (Beddome, 1863)
  - Uropeltis petersi (Beddome, 1878)
  - Uropeltis phipsonii (Mason, 1888)
  - Uropeltis pulneyensis (Beddome, 1863)
  - Uropeltis rajendrani Ganesh & Achyuthan, 2020
  - Uropeltis rubrolineata (Günther, 1875)
  - Uropeltis rubromaculata (Beddome, 1867)
  - Uropeltis shorttii (Beddome, 1863)
  - Uropeltis woodmasoni (Theobald, 1876)